# 清丸恵三郎
清丸 惠三郎（せいまる けいざぶろう、1950年9月17日 - ）は、編集・出版プロデューサー・ジャーナリスト。石川県小松市出身。雑誌『プレジデント』の元編集長。

## 経歴
1969年に石川県立小松高等学校卒業。1973年早稲田大学第一政経学部政治学科卒。日本短波放送（現・日経ラジオ社）入社、報道部プロデューサー、記者などを経て、1977年ダイヤモンド・タイム社（現・プレジデント社）入社。『ビッグサクセス』『プレジデント』編集長を歴任。社長をつとめた本多光夫（作家・諸井薫）譲りの「人間は人間に一番興味がある」を主題に『プレジデント』をビジネス誌ナンバーワン部数に押し上げる。「性」や「教育」などを特集、ビジネス誌のテーマを大きく広げたことで評価される。住友銀行のバブル期の異常な経営を指弾した佐高信のレポート「安藤太郎と磯田一郎」を掲載、話題を呼んだ。「雑誌ジャーナリズム大賞」の創設メンバーの一人でもある。単行本編集者としては『早川種三経営回想録』や『インターネット革命』（大前研一著）『神戸新聞の100日』（神戸新聞社編）などを送り出した。『神戸新聞の100日』はTVドラマ化され、角川文庫ではロングセラーとなっている。
1997年、取締役出版・企画事業部長を最後に独立、フリーの編集・出版プロデューサーに。『中央公論』臨時増刊、月刊『団塊倶楽部』を責任編集したほか、『月刊現代』『週刊東洋経済』『文芸春秋』など有力誌に企画を提供。単行本でも『日本海海戦の真実』（野村實著　講談社現代新書）『歎異抄入門』（梅原猛著　PHP新書）『世界を制した中小企業』（黒崎誠著　講談社現代新書）『勝海舟』（津本陽著　潮出版）『早稲田はいかに人を育てるか』（白井克彦著　PHP新書）など数多く企画編集している。『日本海海戦の真実』（現在は山川出版刊）は司馬遼太郎の小説『坂の上の雲』にアンチテーゼを投げかけた問題作で、ロングセラーとなっている。洋泉社MOOKの『震災復興』『危ない大学』など企画編集に参画、『大学ライバル対決』（2012年刊）で「『マンモス日本大学』巨大ゆえの落日の予感」を執筆、田中体制以降今日にいたる混乱を予想している。主宰している歴思書院で取材・執筆・編集した『高山傳蔵日月抄』（非売品）は日経新聞文化面にも取り上げられ、大きな反響を呼んだ。
一方、ジャーナリストとしては、10年来、『夕刊フジ』（産経新聞社）にビール、出版、ブランド、エンターテインメントなど「ウォーズシリーズ」を執筆。「出版ウォーズ」は『出版動乱』として東洋経済新報社から単行本化され、話題を呼ぶ。出版関連では18年に『江戸のベストセラー』を上梓。15年3月には、地域創成の先駆的事例をなす地域としての北陸を取り上げた『北陸資本主義』を、翌年には『地方の未来が見える本』を、いずれも洋泉社から出版し好評である。また、中小企業家同友会に取材した記事を『プレジデント』に連載、19年11月『小さな会社の『最強経営』』のタイトルでプレジデント社から刊行している。このほか「中日新聞」で2003年から年2回、4年間にわたり最新出版事情に関するインタビュー記事を掲載。『中央公論』でも経営論を連載した。『夕刊フジ』『商工ジャーナル』などで「トップ直撃」「商店街にぎわう」などの連載コラムを執筆。
2006年から2年間富士常葉大学で、「日本語の語彙と表現」を講義。江戸川大学でも講義経験がある。JFN系ラジオ「OH！ HAPPY MORNING」金曜日のコメンテーターをもつとめた。

## 著書
- 『史上最大の仕事師　金子直吉』（PHP研究所）
- 『ビアーウォーズ』（東洋経済新報社）
- 『出版動乱―本を作る人々』（同上）
- 『ブランド力』（PHP研究所）
- 『数字で楽しむ日本史』（PHP新書）
- 『北陸資本主義』（洋泉社）
- 『地方の未来が見える本』（同）
- 『江戸のベストセラー』（同）
- 『小さな会社の「最強経営」』（プレジデント社）

## 共著ほか
- 『日本電気の総合研究』（プレジデント社）
- 『経済誌の読み方』（講談社現代新書）
- 『炎の男たち－安田編』（旺文社）
- 『日本人にとってリーダーシップとは何か』（日本実業出版）
- 『紫式部と源氏物語の謎』（プレジデント社）
- 『宮沢賢治の夢と修羅』（畑山博著　プレジデント社）
- 『歎異抄入門』（梅原猛著　PHP新書）
- 「禅の名言　禅の生き方」（松原泰道著　東洋経済新報社）
- 『新島八重　おんなの戦い』（福本武久著　角川ONEテーマ21）
- 『草原の覇王チンギス・ハーン』（津本陽著　PHP研究所）
- 『偏差値20台で医学部に合格したけど、何か質問ある』（可児良友著　講談社）
- 『「本能寺の変」はなぜ起こったか』（津本陽著　角川文庫）
- 『真逆の般若心経』(水野隆徳著　プレジデント社）』

ほか